# Lois de Joule (thermodynamique)
En physique, et en particulier en thermodynamique, les deux lois de Joule, énoncées par le physicien anglais James Prescott Joule, sont deux lois décrivant le comportement des gaz. Les gaz parfaits répondent aux deux lois de Joule. Elles ne décrivent que très approximativement le comportement des gaz réels.
La première loi de Joule, ou loi de Joule et Gay-Lussac (en référence à Louis Joseph Gay-Lussac), énonce que l'énergie interne d'un gaz ne dépend que de la température. La deuxième loi de Joule, ou loi de Joule-Thomson (en référence à William Thomson (Lord Kelvin)), énonce que l'enthalpie d'un gaz ne dépend que de la température. Ces lois ne sont valables qu'à quantité de matière constante.

## Première loi de Joule

### Énoncé de la première loi de Joule
La première loi de Joule, ou loi de Joule et Gay-Lussac, énonce que, à quantité de matière constante :
| Première loi de Joule ou loi de Joule et Gay-Lussac Un gaz suit la première loi de Joule lorsque son énergie interne ne dépend que de la température,. |

Mathématiquement, ceci implique que la différentielle de l'énergie interne {\displaystyle U} du gaz peut s'écrire, à quantité de matière constante, sous la forme :
avec :
- {\displaystyle U} l'énergie interne ;
- {\displaystyle C_{V}} la capacité thermique isochore ;
- {\displaystyle T} la température.

Soit {\displaystyle n} la quantité de matière impliquée dans la transformation et {\displaystyle {\bar {C}}_{V}} la capacité thermique isochore molaire ; on a alors également :
{\displaystyle \mathrm {d} U=n\cdot {\bar {C}}_{V}\,\mathrm {d} T}
Soit {\displaystyle m} la masse de matière impliquée dans la transformation et {\displaystyle c_{V}} la capacité thermique isochore massique ; on a alors également :
{\displaystyle \mathrm {d} U=m\cdot c_{V}\,\mathrm {d} T}

### Formulation mathématique de la première loi de Joule
Pour une transformation thermodynamique réversible, dans laquelle seules les forces de pression travaillent, la différentielle de l'énergie interne peut s'écrire de façon générale, à quantité de matière constante, sous la forme :
{\displaystyle \mathrm {d} U=-P\,\mathrm {d} V+T\,\mathrm {d} S}
La différentielle de l'entropie peut elle-même s'exprimer en fonction des coefficients calorimétriques, à quantité de matière constante :
{\displaystyle T\,\mathrm {d} S=C_{V}\,\mathrm {d} T+l\,\mathrm {d} V}
On peut donc réécrire la différentielle de l'énergie interne sous la forme :
{\displaystyle \mathrm {d} U=C_{V}\,\mathrm {d} T+\left(l-P\right)\,\mathrm {d} V}
avec :
- {\displaystyle C_{V}=T\left({\partial S \over \partial T}\right)_{V}} la capacité thermique isochore ;
- {\displaystyle l=T\left({\partial S \over \partial V}\right)_{T}} le coefficient de dilatation isotherme ;
- {\displaystyle P} la pression ;
- {\displaystyle T} la température ;
- {\displaystyle S} l'entropie ;
- {\displaystyle U} l'énergie interne ;
- {\displaystyle V} le volume.

Toutes ces relations sont vraies quelle que soit la nature du système thermodynamique considéré. On a :
{\displaystyle \left({\partial U \over \partial T}\right)_{V}=C_{V}}
{\displaystyle \left({\partial U \over \partial V}\right)_{T}=l-P}
La première relation de Clapeyron donne :
{\displaystyle l=T\left({\partial P \over \partial T}\right)_{V}}
Un gaz suit la première loi de Joule si son énergie interne ne dépend que de la température, à quantité de matière constante ; son énergie interne ne dépend donc pas du volume :
{\displaystyle \left({\partial U \over \partial V}\right)_{T}=l-P=0}
En conséquence, pour un gaz suivant la première loi de Joule :
1. {\displaystyle l=T\left({\partial P \over \partial T}\right)_{V}=P},
2. {\displaystyle \mathrm {d} U=C_{V}\,\mathrm {d} T}.

Si l'on montre la première relation, alors on a la deuxième, et réciproquement.
D'autre part, puisque la différentielle de {\displaystyle U} est exacte, le théorème de Schwarz permet d'écrire :
{\displaystyle \left({\partial ^{2}U \over \partial V\partial T}\right)=\left({\partial ^{2}U \over \partial T\partial V}\right)}
{\displaystyle \left({\partial C_{V} \over \partial V}\right)_{T}=\left({\partial \left(l-P\right) \over \partial T}\right)_{V}=0}
Ainsi, pour un gaz suivant la première loi de Joule la capacité thermique isochore {\displaystyle C_{V}} ne dépend pas du volume. En revanche elle dépend de la quantité de matière et de la température.

### Détente de Joule et Gay-Lussac
Expérimentalement, on vérifie qu'un gaz suit la première loi de Joule si sa température ne change pas dans une détente de Joule-Gay-Lussac. Cette détente est une détente à énergie interne constante, effectuée par changement de volume du gaz.
En effet, en reprenant la différentielle de l'énergie interne, à quantité de matière constante :
{\displaystyle \mathrm {d} U=C_{V}\,\mathrm {d} T+\left(l-P\right)\,\mathrm {d} V}
on vérifie que dans une détente isoénergétique, soit {\displaystyle \mathrm {d} U=0}, si la température ne varie pas, soit {\displaystyle \mathrm {d} T=0}, alors que le volume varie, soit {\displaystyle \mathrm {d} V\neq 0}, alors {\displaystyle l-P=0}.
D'autre part, on définit le coefficient de Joule-Gay-Lussac par :
Si l'on obtient expérimentalement {\displaystyle \mu _{\rm {JGL}}=0}, alors le gaz vérifie la première loi de Joule. En effet, si l'on écrit la différentielle de la température à partir de celle de l'énergie interne :
{\displaystyle \mathrm {d} T=-{l-P \over C_{V}}\,\mathrm {d} V+{1 \over C_{V}}\,\mathrm {d} U}
on a :
{\displaystyle \mu _{\rm {JGL}}=\left({\partial T \over \partial V}\right)_{U}=-{l-P \over C_{V}}}
Ainsi, si {\displaystyle \mu _{\rm {JGL}}=0} alors {\displaystyle l=P}.

## Deuxième loi de Joule

### Énoncé de la deuxième loi de Joule
La deuxième loi de Joule, ou loi de Joule-Thomson, énonce que, à quantité de matière constante :
| Deuxième loi de Joule ou loi de Joule-Thomson Un gaz suit la deuxième loi de Joule lorsque son enthalpie ne dépend que de la température,. |

Mathématiquement, ceci implique que la différentielle de l'enthalpie {\displaystyle H} du gaz peut s'écrire, à quantité de matière constante, sous la forme :
avec :
- {\displaystyle H} l'enthalpie ;
- {\displaystyle C_{P}} la capacité thermique isobare ;
- {\displaystyle T} la température.

Soit {\displaystyle n} la quantité de matière impliquée dans la transformation et {\displaystyle {\bar {C}}_{P}} la capacité thermique isobare molaire ; on a alors également :
{\displaystyle \mathrm {d} H=n\cdot {\bar {C}}_{P}\,\mathrm {d} T}
Soit {\displaystyle m} la masse de matière impliquée dans la transformation et {\displaystyle c_{P}} la capacité thermique isobare massique ; on a alors également :
{\displaystyle \mathrm {d} H=m\cdot c_{P}\,\mathrm {d} T}

### Formulation mathématique de la deuxième loi de Joule
Pour une transformation thermodynamique réversible, dans laquelle seules les forces de pression travaillent, la différentielle de l'enthalpie peut s'écrire de façon générale, à quantité de matière constante, sous la forme :
{\displaystyle \mathrm {d} H=V\,\mathrm {d} P+T\,\mathrm {d} S}
La différentielle de l'entropie peut elle-même s'exprimer en fonction des coefficients calorimétriques, à quantité de matière constante :
{\displaystyle T\,\mathrm {d} S=C_{P}\,\mathrm {d} T+h\,\mathrm {d} P}
On peut donc réécrire la différentielle de l'enthalpie sous la forme :
{\displaystyle \mathrm {d} H=C_{P}\,\mathrm {d} T+\left(h+V\right)\,\mathrm {d} P}
avec :
- {\displaystyle C_{P}=T\left({\partial S \over \partial T}\right)_{P}} la capacité thermique isobare ;
- {\displaystyle h=T\left({\partial S \over \partial P}\right)_{T}} le coefficient de compression isotherme ;
- {\displaystyle H} l'enthalpie ;
- {\displaystyle P} la pression ;
- {\displaystyle S} l'entropie ;
- {\displaystyle T} la température ;
- {\displaystyle V} le volume.

Toutes ces relations sont vraies quelle que soit la nature du système thermodynamique considéré. On a :
{\displaystyle \left({\partial H \over \partial T}\right)_{P}=C_{P}}
{\displaystyle \left({\partial H \over \partial P}\right)_{T}=h+V}
La deuxième relation de Clapeyron donne :
{\displaystyle h=-T\left({\partial V \over \partial T}\right)_{P}}
Un gaz suit la deuxième loi de Joule si son enthalpie ne dépend que de la température, à quantité de matière constante ; son enthalpie ne dépend donc pas de la pression :
{\displaystyle \left({\partial H \over \partial P}\right)_{T}=h+V=0}
En conséquence, pour un gaz suivant la deuxième loi de Joule :
1. {\displaystyle h=-T\left({\partial V \over \partial T}\right)_{P}=-V},
2. {\displaystyle \mathrm {d} H=C_{P}\,\mathrm {d} T}.

Si l'on montre la première relation, alors on a la deuxième, et réciproquement.
D'autre part, puisque la différentielle de {\displaystyle H} est exacte, le théorème de Schwarz permet d'écrire :
{\displaystyle \left({\partial ^{2}H \over \partial P\partial T}\right)=\left({\partial ^{2}H \over \partial T\partial P}\right)}
{\displaystyle \left({\partial C_{P} \over \partial P}\right)_{T}=\left({\partial \left(h+V\right) \over \partial T}\right)_{P}=0}
Ainsi, pour un gaz suivant la deuxième loi de Joule la capacité thermique isobare {\displaystyle C_{P}} ne dépend pas de la pression. En revanche elle dépend de la quantité de matière et de la température.

### Détente de Joule-Thomson
Expérimentalement, on vérifie qu'un gaz suit la deuxième loi de Joule si sa température ne change pas dans une détente de Joule-Thomson. Cette détente est une détente à enthalpie constante, effectuée par changement de pression du gaz.
En effet, en reprenant la différentielle de l'enthalpie, à quantité de matière constante :
{\displaystyle \mathrm {d} H=C_{P}\,\mathrm {d} T+\left(h+V\right)\,\mathrm {d} P}
on vérifie que dans une détente isenthalpe, soit {\displaystyle \mathrm {d} H=0}, si la température ne varie pas, soit {\displaystyle \mathrm {d} T=0}, alors que la pression varie, soit {\displaystyle \mathrm {d} P\neq 0}, alors {\displaystyle h+V=0}.
D'autre part, on définit le coefficient de Joule-Thomson par :
Si l'on obtient expérimentalement {\displaystyle \mu _{\rm {JT}}=0}, alors le gaz vérifie la deuxième loi de Joule. En effet, si l'on écrit la différentielle de la température à partir de celle de l'enthalpie :
{\displaystyle \mathrm {d} T=-{h+V \over C_{P}}\,\mathrm {d} P+{1 \over C_{P}}\,\mathrm {d} H}
on a :
{\displaystyle \mu _{\rm {JT}}=\left({\partial T \over \partial P}\right)_{H}=-{h+V \over C_{P}}}
Ainsi, si {\displaystyle \mu _{\rm {JT}}=0} alors {\displaystyle h=-V}.

## Gaz vérifiant les lois de Joule

### Cas des gaz parfaits
Dans le cas d'un gaz parfait répondant à l'équation des gaz parfaits :
{\displaystyle PV=nRT}
avec :
- {\displaystyle n} la quantité de matière (nombre de moles) ;
- {\displaystyle R} la constante universelle des gaz parfaits ;

on a, à quantité de matière constante :
{\displaystyle l=T\left({\partial P \over \partial T}\right)_{V}=T\left({\partial  \over \partial T}{nRT \over V}\right)_{V}=T{nR \over V}=P}
{\displaystyle h=-T\left({\partial V \over \partial T}\right)_{P}=-T\left({\partial  \over \partial T}{nRT \over P}\right)_{P}=-T{nR \over P}=-V}
En conséquence :
La réciproque n'est pas vraie : tout gaz vérifiant les deux lois de Joule n'est pas nécessairement un gaz parfait.

### Autres gaz
Tout gaz vérifiant les deux lois de Joule vérifie :
{\displaystyle \left({\partial U \over \partial V}\right)_{T}=l-P=0}
{\displaystyle \left({\partial H \over \partial P}\right)_{T}=h+V=0}
soit :
{\displaystyle l=T\left({\partial P \over \partial T}\right)_{V}=P}
{\displaystyle h=-T\left({\partial V \over \partial T}\right)_{P}=-V}
Ce système d'équations différentielles a pour solution :
{\displaystyle PV=nCT}
avec {\displaystyle C} une constante quelconque qui peut être différente de {\displaystyle R} la constante universelle des gaz parfaits.
Tout gaz dont l'équation d'état est de la forme {\displaystyle PV=nCT}, avec {\displaystyle C} une constante quelconque, répond aux deux lois de Joule. Réciproquement, tout gaz répondant aux deux lois de Joule a une équation d'état de la forme {\displaystyle PV=nCT}, avec {\displaystyle C} une constante quelconque. En conséquence :
Pour que le gaz soit un gaz parfait, il faut, en plus de la vérification des deux lois de Joule, connaitre un point permettant de déterminer que la constante {\displaystyle C=R}. Si par exemple dans les Conditions Normales de Température et de Pression (CNTP : pression 1 atm et température 0 °C) le volume molaire de ce gaz est de 22,414 l, alors {\displaystyle C=R} et le gaz est un gaz parfait. Si dans ces conditions le volume molaire est différent de 22,414 l alors {\displaystyle C\neq R} et le gaz n'est pas un gaz parfait.